# 40 Arietis
Binaire spectroscopique (?)
Étoile à grand mouvement propre (d)
Source de proche infrarouge (d)
40 Arietis est une étoile géante de la constellation du Bélier, située à 446 années-lumière de la Terre.